# D.J. Caruso
Daniel John Caruso Jr. (Norwalk, Connecticut, 17 de enero de 1965), más conocido como D.J. Caruso, es un director y productor de cine estadounidense. Es conocido por haber dirigido las películas Eagle Eye, Soy el número cuatro, xXx: Return of Xander Cage, entre otras.
Ha trabajado junto a Shia LaBeouf, Michelle Monaghan, Rosario Dawson, Billy Bob Thornton, Anthony Mackie y Vin Diesel. La idea para Eagle Eye (2008) nació hace varios años en la mente del exitoso productor ejecutivo Steven Spielberg.

## Filmografía

### Director
| Año  | Título                         | Título original            | Notas |
| ---- | ------------------------------ | -------------------------- | ----- |
| 1998 | Mala suerte                    | Black Cat Run              |       |
| 1999 | Juego mental                   | Mind Prey                  |       |
| 2002 | The Salton Sea                 | The Salton Sea             |       |
| 2004 | Vidas ajenas                   | Taking Lives               |       |
| 2005 | Apostando al límite            | Two for the Money          |       |
| 2007 | Paranoia                       | Disturbia                  |       |
| 2008 | La conspiración del pánico     | Eagle Eye                  |       |
| 2011 | Soy el número cuatro           | I Am Number Four           |       |
| 2013 | Standing Up                    | Standing Up                |       |
| 2015 | La casa del pánico             | The Disappointments Room   |       |
| 2017 | xXx: el regreso de Xander Cage | xXx: Return of Xander Cage |       |
| 2024 | María                          | Mary                       |       |

### Productor
| Año  | Título           | Título original | Director      | Notas |
| ---- | ---------------- | --------------- | ------------- | ----- |
| 1994 | Salto al peligro | Drop Zone       | John Badham   |       |
| 1999 | Juego mental     | Mind Prey       | D.J. Caruso   |       |
| 2002 | Crazy as Hell    | Crazy as Hell   | Eriq La Salle |       |